# Градиентный шум
Градиентный шум — разновидность алгоритмов генерации шума, используемых в компьютерной графике для создания процедурных текстур.
При генерации градиентного шума создается решётка случайных градиентов, которые затем интерполируются для получения значений в точках, лежащих между узлами решётки.
Один из первых алгоритмов генерации градиентного шума, известный как Шум Перлина, был создан Кеном Перлином и опубликован в 1985 году.